# NGC 6867
NGC 6867 é uma galáxia espiral barrada (SBbc) localizada na direcção da constelação de Telescopium. Possui uma declinação de -54° 47' 03" e uma ascensão recta de 20 horas, 10 minutos e 30,0 segundos.
A galáxia NGC 6867 foi descoberta em 9 de Junho de 1836 por John Herschel.